# Ogdensburgita
L'ogdensburgita és un mineral de la classe dels fosfats. Rep el nom d'Ogdensburg, a Nova Jersey, (Estats Units), que és el municipi on es troba la mina Sterling, on es va descobrir l'espècie.

## Característiques
L'ogdensburgita és un fosfat de fórmula química Ca₂Fe3+
4Zn(AsO₄)₄(OH)₆·6H₂O. Va ser aprovada com a espècie vàlida per l'Associació Mineralògica Internacional l'any 1980. Cristal·litza en el sistema ortoròmbic. La seva duresa a l'escala de Mohs és 2.
Segons la classificació de Nickel-Strunz, l'ogdensburgita pertany a «08.DC: Fosfats, etc, només amb cations de mida mitjana, (OH, etc.):RO₄ = 1:1 i < 2:1» juntament amb els següents minerals: nissonita, eucroïta, legrandita, strashimirita, arthurita, earlshannonita, ojuelaïta, whitmoreïta, cobaltarthurita, bendadaïta, kunatita, kleemanita, bermanita, coralloïta, kovdorskita, ferristrunzita, ferrostrunzita, metavauxita, metavivianita, strunzita, beraunita, gordonita, laueïta, mangangordonita, paravauxita, pseudolaueïta, sigloïta, stewartita, ushkovita, ferrolaueïta, kastningita, maghrebita, nordgauïta, tinticita, vauxita, vantasselita, cacoxenita, gormanita, souzalita, kingita, wavel·lita, allanpringita, kribergita, mapimita, nevadaïta i cloncurryita.

## Formació i jaciments
Va ser descoberta a la mina Sterling, a Ogdensburg, al districte miner de Franklin, al comtat de Sussex (Nova Jersey, Estats Units). Es va trobar a la localitat tipus com a revestiments terrossos prims generalment en wil·lemita-franklinita. També ha estat descrita a Alemanya i als estats mexicans de Durango i Zacatecas. Als territoris de parla catalana ha estat descrita a les prospeccions de barita de La Burguera, a la localitat catalana de Capafonts (Baix Camp).